# Kung Oscars pepparkakor
Oscars pepparkakor, ibland kallade Kung Oscars pepparkakor, är en pepparkaka som sedan år 2022 tillverkas och saluförs av Aktiebolaget Annas Pepparkakor. 
Kakan introducerades år 1971 av Göteborgs Kex Aktiebolag, som producerade den vid sin anläggning i Kungälv fram till år 2022, då varumärket överläts till Annas Pepparkakor i Tyresö. Oscars var en av flera sorters pepparkakor som Göteborgs Kex har och har haft i sortimentet alltsedan företagets grundande år 1888.
Pepparkakan är döpt efter Kung Oscar II som brukade tillbringa sina somrar på Marstrand utanför Kungälv. Strax före lanseringen var det dock osäkert om hovet godkänt det nya produktnamnet. Göteborgs Kex försäljningschef fick åka upp till kungliga slottet i Stockholm och bjuda på pepparkakor. Riksmarskalkämbetet tyckte om kakorna, som efter några år blev den största märkespepparkakan i Sverige.